# Nigel Davenport
Arthur Nigel Davenport, född 23 maj 1928 i Great Shelford i Cambridgeshire, död 25 oktober 2013 i Gloucester i Gloucestershire, var en brittisk skådespelare.

## Filmografi i urval
- 1959 – Se dig om i vrede
- 1960 – Peeping Tom – en smygtittare
- 1960 – Glädjespridaren
- 1964 – Död mans hemlighet
- 1965 – Storm över Jamaica
- 1966 – En man för alla tider
- 1966–1968 – The Avengers (TV-serie)
- 1968 – Ruttet spel
- 1969 – Elddopet
- 1971 – Maria Stuart - drottning av Skottland
- 1977 – Förvandlingens ö
- 1979 – Striden i gryningen
- 1981 – Triumfens ögonblick
- 1981 – Nighthawks
- 1984 – En julsaga
- 1984 – Greystoke: Legenden om Tarzan, apornas konung
- 1988 – Ombytta roller på Baker Street
- 1993–1995 – En karl i huset (TV-serie)
- 2000 – David Copperfield
- 2000 – Morden i Midsomer (TV-serie)